# پراتو کارنیکو
پراتو کارنیکو (به ایتالیایی: Prato Carnico) یک کومونه در ایتالیا است که در استان اودینه واقع شده‌است.

## خصوصیات
پراتو کارنیکو ۸۱٫۳ کیلومترمربع مساحت و ۹۵۸ نفر جمعیت دارد و ۶۸۶ متر بالاتر از سطح دریا واقع شده‌است.